# Хвильова передача

Двохвильова зубчаста передача

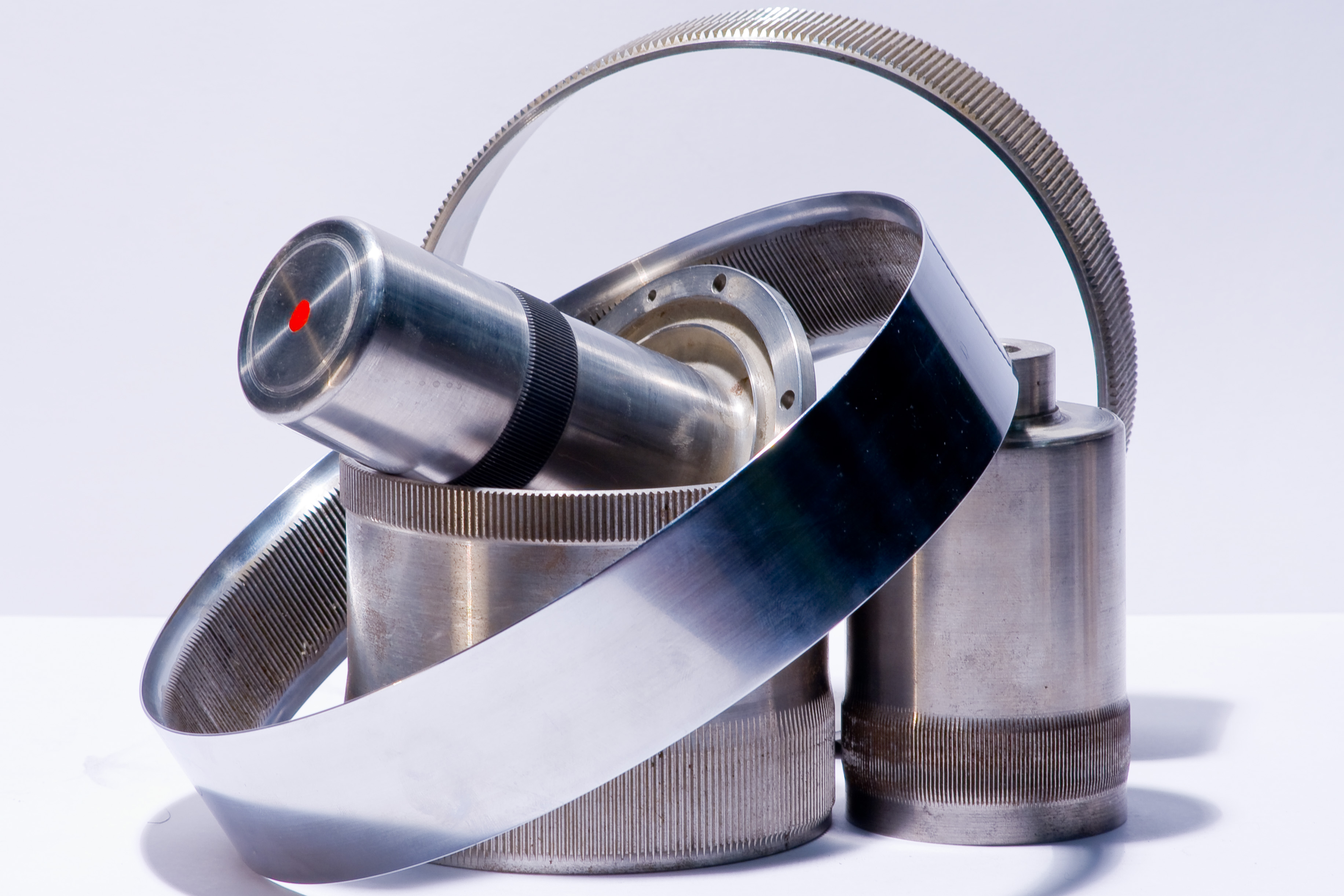
Основні деталі механізму хвильової передачі

Конструкція хвильового редуктора

Хвильова́ передача́ — тип механічної передачі, в якій крутний момент передається хвилями пружної деформації, що виникають у гнучкому елементі; різновид планетарної передачі. На основі хвильової передачі виготовляють хвильові редуктори

## Конструкція та принцип дії
Принцип дії хвильової передачі полягає у переміщенні хвилі деформації гнучкого елемента (тонкостінного стакана, кільця, мембрани тощо), що його деформує генератор хвиль (наприклад, овальний кулачок з кулькопідшипником), по жорсткому елементу (наприклад, товстостінному стакану, зубчастому вінцю). Хвилі збуджують механічним (найпоширенішим), гідравлічним, пневматичним, електромагнітним або комбінованим способом. Розрізняють хвильові передачі зубчасті, фрикційні (з використанням сил тертя) і гвинтові. Найпоширеніші двохвильові передачі (з деформуванням гнучкого елемента в двох місцях, див. малюнок). Застосовують також одно-, три- і багатохвильові передачі.
Конструктивно механізм хвильової передачі складається з: 
- жорсткого нерухомого елемента — зубчастого колеса з внутрішніми зубцями, нерухомого відносно корпуса передачі;
- гнучкого елемента — тонкостінного пружного зубчастого колеса із зовнішніми зубцями, з'єднаного з вихідним валом;
- генератора хвиль — кулачка, ексцентрика або іншого механізму, що деформує гнучкий елемент до утворення у двох (чи більше) точках пар зачеплення з нерухомим елементом.

Кількість зубів гнучкого колеса дещо менша за число зубів нерухомого елемента. Число хвиль деформації дорівнює числу виступів на генераторі хвиль. У вершинах хвиль зуби гнучкого колеса повністю входять у зачеплення із зубцями жорсткого, а в западинах хвиль — повністю виходять із зачеплення. Лінійна швидкість хвиль деформації відповідає швидкості вершин виступів на генераторі, тобто в гнучкому елементі утворюються хвилі, що рухаються з відомою лінійною швидкістю. Різниця чисел зубів жорсткого і гнучкого коліс зазвичай дорівнює (рідше кратна) числу хвиль деформації.
Наприклад, при числі зубів гнучкого колеса (поз. 2) 200, нерухомого елемента (поз. 1) — 202 і двохвильовій передачі (два виступи у формі роликів на генераторі хвиль поз. 3) при обертанні генератора за годинниковою стрілкою перший зуб гнучкого колеса входитиме в першу западину жорсткого, другий в другу і т. д. до двохсотого зуба і двохсотої западини. На наступному оберті перший зуб гнучкого колеса увійде в двісті першу западину, другий — у двісті другу, а третій — в першу западину жорсткого колеса. Таким чином, за один повний оберт генератора хвиль гнучке колесо зміститься відносно жорсткого на 2 зубці.

## Переваги та недоліки

### Переваги
- Велике передатне відношення, при малій кількості деталей.
- Поліпшені масо-габаритні характеристики у порівнянні зі звичайними зубчастими передачами.
- Висока кінематична точність і плавність ходу.
- Висока навантажувальна здатність.
- Можливість передачі крутного моменту через герметичні стінки.

### Недоліки
- Висока напруженість основних елементів гнучкого колеса і генератора хвиль, що знижує їх надійність і довговічність.
- Підвищені втрати потужності на тертя у передачі і на деформацію гнучкого зубчастого колеса
- Знижена крутильна жорсткість.

## Характеристики
Хвильові передачі використовуються при великих передаточних відношеннях, де вимагається підвищена кінематична точність та зниження шуму. Оптимальне передаточне відношення, що залежить від матеріалу гнучкого елемента, становить 75...320. Коефіцієнт корисної дії (при передаточному відношенні 100) становить 0,9. 

## Використання
Хвильові передачі застосовують в авіаційній і космічній техніці, в промислових роботах і маніпуляторах, в приводах вантажопідйомних машин, верстатів, конвеєрів тощо. Є також герметичні хвильові передачі, які передають обертання в герметизовані порожнини з хімічно агресивним чи радіоактивним середовищем, у порожнини з глибоким вакуумом, а також конструкції, що служать приводами герметичних вентилів.